# Santa María de las Flores, delstaten Mexiko
Santa María de las Flores är en ort i kommunen Tejupilco i delstaten Mexiko i Mexiko. Samhället hade 239 invånare vid folkräkningen 2020.